# Béla Baptiste
Béla Baptiste, auch Bela Baptiste, (* 17. März 1988 in Berlin) ist ein deutsch-französischer Regisseur, Filmemacher und Schauspieler.

## Leben

### Ausbildung und Privates
Baptiste stammt aus einer Künstlerfamilie. Seine Mutter ist klassische Sängerin; sein Vater Regisseur und Fotograf. Baptiste wuchs ab 1989 in Paris auf. Ab 2004 spielte er Theater. Er wirkte bei mehreren Schultheaterprojekten in Hauptrollen mit. 2006/2007 erhielt er Schauspielunterricht am Le Vélo Théâtre in Paris bei François Ha Van. Ab 2009 war Wien sein fester Wohnsitz. Baptiste ist seit 2018 verheiratet und lebt mit seiner Frau mittlerweile im New Yorker Stadtteil Manhattan.

### Wirken als Schauspieler
In dem Märchenfilm Der Teufel mit den drei goldenen Haaren (2009) spielte er die Rolle des Glückskindes Hans, der schließlich zum Königssohn avanciert. 2011 hatte er in der österreichischen Krimi-Serie SOKO Donau in der Folge Der Austausch eine Episodenrolle als junger Polizist Kirchner. Im Mai 2013 war er in der österreichischen Krimi-Serie CopStories in einer Episodenrolle zu sehen. In dem deutsch-österreichischen Fernsehfilm Lilly Schönauer – Liebe mit Familienanschluss, der im September 2013 in der ARD erstausgestrahlt wurde, war Baptiste, an der Seite von Marion Mitterhammer, in der Rolle des Max Gruber, als Sohn der im Mittelpunkt der Filmhandlung stehenden Innenausstatterin Johanna Gruber, zu sehen. Er spielte einen Wiener Studenten, der in den Semesterferien ins Salzkammergut zurückkehrt, und seiner Mutter schließlich anvertraut, dass er schwul ist.
Baptiste spielte außerdem in einigen Kurzfilmen und in Hochschulfilmen mit. In dem 2013 gedrehten Kinofilm Die blauen Stunden (2015; Regie: Marc Jago), mit Wilson Gonzalez Ochsenknecht als Hauptdarsteller, hatte Baptiste eine Nebenrolle als Stricher. In dem Martin-Scorsese-Film Silence, der im November 2016 in der Vatikanstadt seine Premiere hatte und im März 2017 in die deutschen Kinos kam, spielte Baptiste die Rolle von Dieter Albrecht, eine an den Forschungsreisenden und Arzt Engelbert Kaempfer angelehnte Figur, die am Ende des Films die Erzählerstimme übernimmt und auch in einem Kurzauftritt zu sehen ist.

### Wirken als Filmemacher
Ab 2010 studierte Baptiste Filmregie an der Filmakademie Wien; dort gehörten Peter Patzak, Michael Haneke und Wolfgang Murnberger zu seinen Lehrern. 2014 erwarb er dort seinen Bachelor-Abschluss. Den sich daran anschließenden Master-Studiengang schloss er 2018 ab.
Baptiste ist mittlerweile schwerpunktmäßig als Filmemacher tätig. Er führte zunächst bei einigen Kurzfilmen Regie, unter anderem bei dem Kurzfilm Frühlings Erwachen (2012) mit Merab Ninidze. Im selben Jahr führte Baptiste Regie bei zwei weiteren Kurzfilmen: Trefall (mit Merlin Leonhardt und Bruno Thost als Großvater) und Im Vorübergehen (mit Aaron Friesz, Nikolai Gemel und Tatjana Alexander als Mutter). 2013 realisierte er als Produktion der Filmakademie Wien den Kurzfilm Der Umschlag mit Lilian Klebow und Cornelia Köndgen.
In dem Kurzfilm I Watch Her Sleep (2017), der 2017 beim 11. River Film Festival im italienischen Padua lief, arbeitete Baptiste erneut mit Merab Ninidze als Hauptdarsteller, der eine junge Frau eines schweren Verbrechens bezichtigt, zusammen. Baptistes 360°-Kurzfilm Fluchtpunkt (2018), der bei mehreren Festivals gezeigt wurde, gewann 2019 insgesamt drei Preise: beim Landshuter Kurzfilmfestival, beim Sehsüchte–Studentenfilmfestival und beim Satis Expo-Festival in Paris. Sein Kurzfilm Percht (2018), der die alpenländische Tradition der „Perchten“ aufgreift, hatte im Juni 2019 seine Nordamerika-Premiere beim Palm Springs ShortFest.

## Filmografie (Auswahl)

### Als Darsteller
- 2009: Der Teufel mit den drei goldenen Haaren (Fernsehfilm)
- 2011: SOKO Donau: Der Austausch (Fernsehserie)
- 2012: An einem anderen Tag (Kurzfilm)
- 2012: Die Lebenden (Kinofilm)
- 2013: Lilly Schönauer – Liebe mit Familienanschluss (Fernsehfilm)
- 2013: CopStories: Bist du deppert (Fernsehserie)
- 2015: Die blauen Stunden (After Love) (Kinofilm)
- 2016: Silence (Kinofilm)

### Als Filmemacher
- 2012: Frühlings Erwachen (Kurzfilm; Regie)
- 2012: Trefall (Kurzfilm; Regie)
- 2012: Im Vorübergehen (Kurzfilm; Regie)
- 2013: Der Umschlag (Kurzfilm; Regie)
- 2017: I Watch Her Sleep (Kurzfilm; Regie/Drehbuch)
- 2018: Fluchtpunkt (Kurzfilm; Regie/Buch)
- 2019: Percht (Kurzfilm; Regie/Drehbuch)